# دیوید هولت (صداپیشه)
دیوید هولت (انگلیسی: David Holt؛ زادهٔ ۱۳ مارس ۱۹۶۶) یک هنرپیشه، کمدین، و فیلم‌نامه‌نویس زادهٔ وست ریدینگ یورکشایر بوده و اکنون در لندن، انگلستان اقامت دارد. وی از سال ۱۹۹۴ میلادی تاکنون مشغول فعالیت بوده‌است. هولت فارغ‌التحصیل مدرسه بازیگری بیرمنگام است.
وی در تهیهٔ بازی‌های ویدئویی پویش اژدها ۷: سفر پادشاه نفرین شده و فیبل به عنوان صداپیشه همکاری داشت.